# Arthur Cayley
Arthur Cayley (Richmond, Surrey, 16 d'agost de 1821 - Cambridge, 26 de gener de 1895) fou un matemàtic britànic. Va ajudar a fundar l'escola britànica moderna de la matemàtica pura.
De nen, Cayley gaudia a l'hora de resoldre problemes matemàtics complexos durant l'esbarjo. Va entrar al Trinity College de Cambridge, on va destacar en grec, francès, alemany i italià, així com les matemàtiques. Va treballar com a advocat durant 14 anys.
Va provar el Teorema de Cayley-Hamilton, que cada matriu quadrada és l'arrel del seu polinomi característic. Va ser el primer a definir de forma moderna el concepte de grup com un conjunt amb una operació binària que compleix certes lleis. Anteriorment, els matemàtics parlaven de «grups», però aquests es referien als grups de permutacions.

## Primers anys
Arthur Cayley va néixer a Richmond, Londres, Anglaterra, el 16 d'agost de 1821. El seu pare, Henry Cayley, era un cosí llunyà de Sir George Cayley, l'innovador enginyer aeronàutic, i descendent d'una família ancestral de Yorkshire. Es va instal·lar a Sant Petersburg, Rússia, com un comerciant. La seva mare va ser Maria Antònia Doughty, filla de William Doughty. Segons alguns autors era de Rússia, però el nom del seu pare indica un origen anglès. El seu germà era el lingüista Charles Bagot Cayley. Arthur va passar els seus primers vuit anys a Sant Petersburg. El 1829 els seus pares es van establir definitivament a Blackheath, prop de Londres. Arthur va ser enviat a una escola privada. De molt jove va mostrar una gran afició i aptituds en el càlcul numèric. Als 14 anys va ser enviat al King's College School. Com a mestre de l'escola va observar els indicis d'un geni matemàtic i va aconsellar als pares d'aquest que eduquessin el seu fill per entrar a la Universitat de Cambridge.

## Educació
A l'edat inusualment primerenca per a Cayley de 17 anys va començar a la residència al Trinity College de Cambridge. La causa de la Societat Analítica havia triomfat, i el Cambridge Mathematical Journal havia estat fundat per Duncan Farquharson Gregory i Robert Leslie Ellis. Per a aquesta revista, a l'edat de vint anys, Cayley va contribuir amb tres articles sobre temes que havien estat suggerits per la lectura de la Mécanique analytique de Lagrange i algunes de les obres de Laplace.
El tutor de Cayley a Cambridge va ser George Peacock i el seu professor particular va ser William Hopkins. Va acabar els seus estudis de grau guanyant el lloc de Senior Wrangler, i el primer premi Smith. El seu següent pas va ser portar el títol de mestratge, i guanyar una beca per concurs. Va seguir residint a Cambridge durant quatre anys, temps durant el qual va tenir alguns alumnes, encara que el seu treball principal va ser la preparació de 28 memòries per al diari "Matemàtiques".

## Com a advocat
A causa del temps limitat de la seva beca, va haver de triar una professió, com De Morgan, i va triar la feina d'advocat, i als 25 anys va entrar a Lincoln's Inn, Londres. Va fer una especialitat en transmissions de propietats. Va ser quan era un alumne en l'examen d'advocacia que es va anar a Dublín per conèixer les conferències sobre quaternions de Hamilton.
El seu amic Sylvester, que anava cinc cursos per davant ell a Cambridge, va ser un actuari, resident a Londres, de qui es va servir per discutir la teoria dels invariants i covariant. Durant aquest període de la seva vida, que s'estén més de catorze anys, Cayley va escriure entre dos i tres centenars d'articles.

## Com a professor
A la Universitat de Cambridge, la plaça de càtedra de la matemàtica pura s'anomena la Lucasià, i és la plaça que havia estat ocupada per Isaac Newton. Al voltant de 1860, alguns fons llegats per Lady Sadler a la Universitat, havent-se convertit en inútils per al seu propòsit original, van ser emprats per a establir una altra plaça de professor de matemàtiques pures, anomenat Sadlerian. Les propostes del nou professor es definien com "per explicar i ensenyar els principis de la matemàtica pura i aplicar-les per a l'avenç de la ciència". Per a aquesta plaça, Cayley va ser triat als 42 anys. Va renunciar a una feina d'un modest salari, però mai va lamentar l'intercanvi, ja que la plaça de professor a Cambridge li va permetre posar fi a la lleialtat dividida entre la llei i les matemàtiques, i dedicar les seves energies a la recerca del que més li agradava. Poc després es va casar i es va establir a Cambridge. Més afortunat que Hamilton en la seva elecció, la seva vida familiar va ser una gran felicitat per a ell. El seu amic i col·lega investigador, Sylvester, va comentar una vegada que Cayley havia estat molt més afortunat que ell; que tots dos vivien com solters a Londres, però que Cayley s'havia casat i es va dedicar a una vida tranquil·la i pacífica a Cambridge, i que ell mai es va casar, i va estar lluitant contra el món fins als seus darrers dies.
Com el seu primer deure de l'ensenyament de la càtedra, Sadlerian es va limitar a un cicle de conferències que s'estén sobre un dels termes del curs acadèmic, però quan la Universitat va ser reformada cap a 1886, i part dels fons de la universitat es van aplicar a la millor dotació dels professors de la Universitat, les classes es van estendre més de dos termes. Durant molts anys l'assistència va ser escassa, però gairebé tots van completar la seva carrera de preparació per als exàmens de competència, i després de la reforma de l'assistència eren prop de quinze.
L'altra obligació de la presidència - l'avanç de la ciència matemàtica - va ser donat d'alta d'una manera bonica per la llarga sèrie de memòries que va publicar, que abastaven tots els departaments de matemàtica pura. Però també va ser donat d'alta d'una manera molt modesta, es va convertir en l'àrbitre de peu sobre el fons dels documents de matemàtiques per a moltes societats, tant a casa com a l'estranger.
El 1876 va publicar un tractat sobre les funcions el·líptiques, que era el seu únic llibre. Va prendre gran interès en el moviment per l'educació de la Universitat femenina. A Cambridge, les universitats femenines són Girton i Newnham. En els primers dies de Girton College va donar ajuda directa en l'ensenyament, i durant alguns anys va ser president del Consell de Newnham College.
El 1872 va ser nomenat membre honorari del Trinity College, i tres anys més tard, membre ordinari, el que significa estipendi, així com l'honor. Maxwell va escriure un discurs davant el Comitè dels abonats que tenien al seu càrrec el fons de retrat Cayley. Els versos fan referència als temes investigats en diverses memòries més elaborades de Cayley, com els Capítols de la Geometria Analítica de n dimensions; En la teoria dels Determinants; Memòria sobre la teoria de Matrius, Memòries sobre les superfícies d'inclinació, en cas contrari Scrolls; Al de la delimitació d'un Desplaçament Cúbic, etc.
El 1881 va rebre de la Universitat Johns Hopkins (Baltimore, Maryland, Estats Units), on Sylvester va ser professor de matemàtiques, una invitació per impartir un curs de conferències. Va acceptar la invitació, i va donar conferències a Baltimore, durant els cinc primers mesos de 1882 sobre el tema de les funcions Abelianes i Theta.

## Documents complets
El 1889, “Cambridge University Press”, li va demanar que preparés els seus treballs matemàtics per a la seva publicació en un formulari de recollida, una petició que ell apreciava molt. Estan impresos en magnífics volums en quart, set dels quals van aparèixer editats per ell mateix. Mentre estava editant aquests volums, estava patint una malaltia dolorosa interna, a la qual va sucumbir el 26 de gener de 1895, en els 74 anys. Quan el funeral va tenir lloc, una gran assemblea es va reunir a la Capella de la Trinitat, integrat per membres de la Universitat, representants oficials de Rússia i els Estats Units, i molts dels filòsofs més il·lustres de la Gran Bretanya.
La resta dels seus treballs van ser editats pel professor Forsyth, el seu successor en la presidència de Sadlerian. Els seus escrits són el seu millor monument, i certament cap matemàtic ha tingut alguna vegada en el seu monument més grandiós estil. Les obres de De Morgan serien més àmplies, i molt més útils, però no tenien rere seu una editorial universitària. Pel que fa a les modes, Cayley va mantenir-se a l'afició de la seva darrera novel·la, a la lectura i a viatjar. També va tenir especial plaer en la pintura i l'arquitectura, i va practicar amb les aquarel·les, les quals va trobar útil de vegades per a diagrames matemàtics.

## Quaternions
Per a la tercera edició del Tractat de quaternions de l'Escola Primària PG, Cayley va contribuir amb un capítol titulat "Esquema de la teoria analítica dels quaternions." En ella, el -1 √ reapareix en tota la seva glòria, i en tot, pel que es diu, la independència de i, j, k 
El 1894 va sorgir un debat vigorós entre Tait i Cayley a "Coordenades front quaternions," el registre que està imprès en els Actes de la Real Societat d'Edimburg. Cayley va mantenir la posició que, mentre que les coordenades són aplicables a tota la ciència de la geometria i són la base natural i apropiat i el mètode en la ciència, els quaternions serien un mètode particular i molt artificial per al tractament de les parts de la ciència de la geometria tridimensional que és més natural discutit per mitjà de coordenades rectangulars x, y, z. En el curs del seu document de Cayley diu: 
- Tinc gran admiració pel concepte de quaternions; però, com crec que la lluna plena és més bonica que qualsevol vista de la lluna, pel que fa a la noció d'un quaternió és molt més bell que qualsevol de les seves aplicacions. Com un altre exemple, puc comparar una fórmula quaternió a una butxaca-mapa, amb una mica de capital per posar a la butxaca, però que per al seu ús ha de ser oberta: la fórmula, per a ser comprès, s'ha de traduir en coordenades.

Ell dirà, 
- Observo que l'imaginari d'àlgebra ordinària-per anomenar aquesta distinció θ-no té cap relació amb els símbols quaternió i, j, k, de fet, en el punt de vista general, totes les quantitats que es presenten, són o poden ser, els valors d'un complex de θb +, o en altres paraules, diuen que una quantitat escalar és, en general, de la forma a + θb. Així els quaternions no es presenten adequadament en geometria bidimensional o plana en absolut, sinó que pertanyen essencialment a la sòlida o la geometria tridimensional, i que estan més naturalment aplicables a la classe de problemes que, en les coordenades són tractades per mitjà de la tres coordenades cartesianes X, Y, Z.

Per a la il·lustració de butxaca es pot respondre que un conjunt de coordenades és un mapa d'una paret immensa, que no es pot portar al voltant, tot i que ha de rodar cap amunt i, per tant, és inútil per a molts propòsits importants. En resposta als arguments, es pot dir, en primer lloc, √ -1 té una relació amb els símbols i, j, k per a cada un d'aquests i poden ser analitzats en una unitat d'eix multiplicat per √ -1; en segon lloc, pel que fa a la geometria plana, la forma ordinària de la quantitat de complexos és una forma degradada del quaternió en què l'eix constant que la geometria plana deixa sense especificar. Cayley va prendre les seves il·lustracions de la seva experiència com a viatger. Tait va presentar una il·lustració del que es pot imaginar que havia visitat: els treballs del ferro de Betlem, i els tigres de caça a l'Índia. Ell diu: 
- Una comparació molt més natural i adequada seria, em sembla a mi, comparar la geometria de coordenades d'un martell piló, que un expert pot emprar en qualsevol treball destructiu o constructiu d'un tipus general, diuen que l'esqueixament d'una closca d'ou, o la soldadura d'una àncora. Però vostè ha de tenir el seu expert per tractar-lo, perquè sense ell és inútil. S'ha de treballar enmig de la calor, el fum, brutícia, greix de la màquina en la sufocant sala. El treball ha de ser portat al martell, en general no es poden prendre per al seu treball. I no és, en general, transferibles, per a cada expert, per regla general, sap, plenament i amb confiança, els detalls de treball de la seva pròpia arma. Només els quaternions, d'altra banda, són com la trompa de l'elefant, disposats en qualsevol moment per qualsevol cosa, sia per recollir una engruna, estrangular a un tigre, o arrencar un arbre; portàtils a l'extrem, aplicables a qualsevol lloc -com a la selva sense camins i a la plaça d'armes-dirigida per un indígena petit que no requereix cap habilitat especial o entrenament, i que poden ser transferides d'un elefant a un altre sense moltes vacil·lacions. Segurament això, que s'adapta al seu treball, és el més grandiós instrument. Però, aleshores, és el natural, l'altre, l'artificial.

La resposta que Tait fa, per la qual cosa és un argument, és la següent: Hi ha dos sistemes de quaternions, l'i, j, k, i una altra que Hamilton va desenvolupar d'aquesta; Cayley sap que només la primera, que ell mateix sap que el segon, el primer és un sistema summament artificial dels imaginaris, aquest últim és l'òrgan natural d'expressió de les quantitats en l'espai. Tait descriu així el primer sistema: 
- El prefaci extraordinari de Hamilton al seu primer llibre mostra quaternions de doble àlgebra, a través de trigèmins, Tríades, i conjunts. Aquesta va ser la gènesi dels quaternions dels anys quaranta, i la criatura que es produeix és essencialment el quaternió del Professor Cayley. És una concepció analítica magnífica, però no és més que el ple desenvolupament del sistema d'imaginaris i, j, k, definit per les equacions, I ² = j ² = k ² = ijk = -1 amb l'associativa, però no la commutativa, el dret dels factors. Fet, aquestes van ser les invencions de primera magnitud, i de gran importància. I aquí estic totalment d'acord amb el professor Cayley en la seva admiració. Considerat com un sistema d'anàlisi, basat en l'imaginari pur, el mètode de quaternions és elegant en extrem. Però, a menys que també havia estat una mica més, una cosa molt diferent i molt més en l'escala del desenvolupament, hauria d'haver estat el contingut d'admirar, i passar per alt.

De "el més intens dels sistemes artificials, s'ha plantejat, com per art de màgia, un d'absolutament natural", que el descriu, a més, Tait. "Per a mi els quaternions són principalment una manera de representació:-immensament superior, però essencialment el mateix tipus d'utilitat com, un diagrama o un model. Es tracta, pràcticament, la cosa representada i, per tant, antecedent, i independent de, que coordina, en general, totes les relacions principals, en el problema al qual s'apliquen, sense necessitat de recórrer a les coordenades en absolut. Les coordenades seran fàcils de llegir en ells:els quaternions, en una paraula, hi ha en l'espai, però hem d'inventar o imaginar les coordenades de tota classe." 
Per fer front a l'objecció de per què Hamilton no llença i, j, k per la borda, i exposa el sistema desenvolupat, Tait diu: 
- El més lamentable, tant per a si mateix i per la seva gran concepció, és que els nervis de Hamilton li van fallar en la composició del seu primer gran volum. Havia renunciat, per sempre, a totes les negociacions amb i, j, k, i que el seu triomf es completés. Tenia un afecte paternal per i, j, k, potser també un gust natural, no d'un títol altisonant com el quaternió com paraula misteriosa i, sobretot, hi havia un desig sincer de fer tot el possible al seu abast per la liberalitat; així es mostrà ell per les autoritats del “Trinity College” de Dublín. S'havia reconegut plenament, i ha demostrat als altres, que la seva i, j, k, eren simples excrescències i taques en el seu mètode millorat, però malauradament considera que la seva continuació (encara que parcial), el reconeixement és indispensable per a la recepció del seu mètode per un món immers en el cartesianisme! A través de la brúixola, conjunt de cada un dels seus terribles volums, es poden trobar rastres del seu desig d'evitar fins i tot una elusió a la i, j, k, i juntament amb ells, la seva convicció de tristesa que, si ho fes, es quedaria sense un col·lector.

Actualment els quaternions es veuen com un espai vectorial sobre el cos dels nombres reals i de dimensió 4.

## Filosofia
A Cayley estem en deute per obtenir informació sobre l'opinió que ell va prendre dels fonaments de la ciència exacta, i la filosofia de la qual n'estava molt orgullós. Va citar Plató i Kant amb l'aprovació amb elogi. Tot i que va llançar una concessió als filòsofs empírics al començament del seu discurs, els va donar una mica de pensar abans que acabés.
El primer de tots els comentaris de la connexió de l'aritmètica i l'àlgebra amb la noció del temps és molt menys òbvia que la de la geometria amb la noció d'espai, en el qual, per descomptat, marca una fita en la teoria de Hamilton d'àlgebra com la ciència del temps pur. Més endavant es discuteix la teoria directament, i conclou de la manera següent: 
- Hamilton utilitza el terme àlgebra en un sentit molt ampli, però qualsevol cosa que s'inclou en ell, inclou tot el que, en contrast amb el Càlcul diferencial, s'anomenaria àlgebra. L'ús de la paraula en aquest sentit restringit, fa que no pugui reconèixer la relació de l'àlgebra amb la noció del temps, la concessió que la noció de progressió contínua present a si mateixa. I menys encara es pot apreciar la manera en què l'autor connecta amb la noció de temps de la seva parella algebraica, o la magnitud imaginària, a + b √ -1.

Així es donarà compte que els metges difereixen -Tait i Cayley- sobre la solidesa de la teoria de Hamilton de les parelles. Però es pot demostrar que una parella pot no només estar representada en una línia recta, sinó que en realitat vol dir una part d'una línia recta, i com una línia és unidimensional, afavoreix la veritat de la teoria de Hamilton.
Sobre la naturalesa de la ciència matemàtica, Cayley va citar amb aprovació la direcció de Hamilton: 
- Aquestes ciències purament matemàtics d'àlgebra i geometria són ciències de la raó pura, que no es deriva sense l'ajuda de l'experiment i, almenys, aïllat o aïllables de tots cap a l'exterior i dels fenòmens accidentals. La idea d'ordre amb les seves idees de subordinació de nombre i figura, no hem de dir les idees innates, si aquesta frase es defineix a entendre que tots els homes que posseeixen amb la mateixa claredat i plenitud, són, però, les idees que semblen tant, ara neix amb nosaltres que la possessió d'elles en qualsevol grau només és concebible el desenvolupament de les nostres competències originals, el desenvolupament de la nostra humanitat apropiada.

És l'objectiu del filòsof, l'evolució de reduir tot coneixement a la situació empírica, la intuïció només concedeix una espècie d'instint format per l'experiència dels avantpassats i transmès de manera acumulativa per l'herència. Cayley primer se l'emporta fins i tot en el tema de l'aritmètica: 
- Sigui quina sigui la dificultat de ser extensibles a la geometria, a mi em sembla que cap dificultat semblant s'aplica a l'aritmètica, matemàtica o no; tenim cada un de nosaltres, en la seva forma més abstracta, la idea de nombre, podem cada un de nosaltres apreciar la veritat d'una proposició en nombres, i no podem deixar de veure que una veritat pel que fa a nombres és una mica diferent en espècie d'una veritat experimental generalitzada de l'experiència. Compareu, per exemple, la proposició, que el sol, que ja ha sortit moltes vegades, sortirà l'endemà, i l'endemà, i l'endemà, i així successivament, i la proposició que nombres parells i senars en succeeixen d'altres fins a la infinitud. Alternativament, el segon, almenys, sembla tenir els caràcters d'universalitat i necessitat: sobre això no només no hi ha proves, però és absolutament una prova, que la proposició és un proposició vertadera, mantenint-se bona per a tots els nombres del que sigui, ja que a la Teoria dels Nombres hi ha casos molt notables de proposicions observades donades per bones i que, no obstant això, són falses.

Després se l'emporta fins i tot en el tema de la geometria, on l'empirista no presumeix del seu èxit.
- És ben sabut que el cinquè axioma d'Euclides s'ha considerat que necessita demostració, i que Lobatxevski havia construït una teoria del tot coherent, en què aquest axioma se suposa que no és vàlid, és a dir, un sistema no-euclidià de la geometria plana. La meva pròpia opinió és que el cinquè axioma d'Euclides no necessita demostració, però és part de la nostra noció de l'espai, de l'espai físic de la nostra experiència, que es familiaritzi amb l'experiència, però que sigui la representació de tal manera que s'estengués per la base de tota l'experiència externa.

En el seu discurs, s'observa que la idea fonamental subjacent i que impregna la totalitat de l'anàlisi modern i la geometria és el de la magnitud imaginària en l'anàlisi i l'espai imaginari (o l'espai com un lloc dels fets dels punts imaginaris i figures) a la geometria. En el cas de dues corbes donades hi ha dues equacions satisfetes per les coordenades (x, y) dels diversos punts d'intersecció, i aquestes donen lloc a una equació d'un cert ordre per a la coordenada X o Y d'un punt d'intersecció. En el cas d'una línia recta i un cercle es tracta d'una equació de segon grau, té dues arrels reals o imaginàries. Així doncs, hi ha dos valors, per exemple de X, i per a cada un d'aquests li correspon un únic valor de y. Per tant, hi ha dos punts d'intersecció, és a dir, una línia recta i un cercle es tallen sempre en dos punts, real o imaginari. És en aquest camí que ens porta a la noció analítica dels punts imaginaris en la geometria. Ell li pregunta: “Què és un punt imaginari? Existeix un pla en un punt de les coordenades dels que han donat valors imaginaris? Sembla que no, i utilitzà la noció d'un espai imaginari com el lloc dels fets del punt imaginari”.